# Pattinaggio di velocità ai XXI Giochi olimpici invernali - 500 m maschile
La gara dei 500 m maschile ai XXI Giochi olimpici invernali si è svolta il 15 febbraio 2010 al Richmond Olympic Oval. La gara è consistita di due prove su questa distanza, con la classifica data dalla somma dei tempi, ed è stata vinta dal coreano Mo Tae-Bum.
Durante la prima corsa, la gara è stata sospesa per più di un'ora a causa del guasto di entrambe le macchine usate per mantenere adeguata la pista; questo ha causato proteste da parte dei corridori e degli allenatori.
Il detentore del titolo era lo statunitense Joey Cheek, che non ha partecipato ai Giochi.

## Record mondiali
Prima di questa competizione, i record mondiali erano i seguenti.
| Record mondiale | Jeremy Wotherspoon ( Canada)      | 34"03 | Salt Lake City      | 9 novembre 2007  |
| Record olimpico | Casey Fitzrandolph ( Stati Uniti) | 34"42 | Salt Lake City 2002 | 11 febbraio 2002 |

| Record mondiale | Jeremy Wotherspoon ( Canada)      | 1'08"31 | Calgary             | 15 marzo 2008    |
| Record olimpico | Casey Fitzrandolph ( Stati Uniti) | 1'09"23 | Salt Lake City 2002 | 11 febbraio 2002 |

## Risultati
| Pos. | Nome                | Nazione       | Corsa 1  | Corsa 1 | Corsa 1 | Corsa 2     | Corsa 2     | Corsa 2     | Totale   | Totale   |
| Pos. | Nome                | Nazione       | Batteria | Tempo   | Pos.    | Batteria    | Tempo       | Pos.        | Tempo    | Distacco |
| ---- | ------------------- | ------------- | -------- | ------- | ------- | ----------- | ----------- | ----------- | -------- | -------- |
|      | Mo Tae-Bum          | Corea del Sud | 13       | 34"923  | 2       | 19          | 34"906      | 2           | 1'09"82  |          |
|      | Keiichiro Nagashima | Giappone      | 19       | 35"108  | 6       | 17          | 34"876      | 1           | 1'09"98  | +0"16    |
|      | Joji Kato           | Giappone      | 17       | 34"937  | 3       | 20          | 35"076      | 5           | 1'10"01  | +0"19    |
| 4    | Lee Kang-Seok       | Corea del Sud | 17       | 35"053  | 4       | 18          | 34"988      | 3           | 1'10"041 | +0"22    |
| 5    | Mika Poutala        | Finlandia     | 18       | 34"863  | 1       | 20          | 35"181      | 11          | 1'10"044 | +0"22    |
| 6    | Jan Smeekens        | Paesi Bassi   | 13       | 35"160  | 12      | 15          | 35"051      | 4           | 1'10"21  | +0"39    |
| 7    | Yu Fengtong         | Cina          | 15       | 35"116  | 7       | 16          | 35"120      | 7           | 1'10"23  | +0"41    |
| 8    | Jamie Gregg         | Canada        | 16       | 35"142  | 9       | 17          | 35"126      | 8           | 1'10"26  | +0"44    |
| 9    | Jeremy Wotherspoon  | Canada        | 12       | 35"094  | 5       | 19          | 35"188      | 12          | 1'10"282 | +0"46    |
| 10   | Zhang Zhongqi       | Cina          | 16       | 35"175  | 14      | 14          | 35"113      | 6           | 1'10"288 | +0"46    |
| 11   | Ronald Mulder       | Paesi Bassi   | 20       | 35"155  | 11      | 15          | 35"146      | 10          | 1'10"30  | +0"48    |
| 12   | Tucker Fredricks    | Stati Uniti   | 20       | 35"218  | 15      | 13          | 35"138      | 9           | 1'10"35  | +0"53    |
| 13   | Yūya Oikawa         | Giappone      | 18       | 35"174  | 13      | 14          | 35"254      | 14          | 1'10"42  | +0"60    |
| 14   | Dmitry Lobkov       | Russia        | 9        | 35"133  | 8       | 18          | 35"335      | 15          | 1'10"46  | +0"64    |
| 15   | Lee Kyu-Hyeok       | Corea del Sud | 19       | 35"145  | 10      | 16          | 35"344      | 16          | 1'10"48  | +0"66    |
| 16   | Mike Ireland        | Canada        | 9        | 35"386  | 17      | 13          | 35"253      | 13          | 1'10"63  | +0"81    |
| 17   | Akio Ohta           | Giappone      | 15       | 35"315  | 16      | 12          | 35"347      | 17          | 1'10"66  | +0"84    |
| 18   | Nico Ihle           | Germania      | 2        | 35"532  | 19      | 11          | 35"539      | 18          | 1'11"07  | +1"25    |
| 19   | Mun Jun             | Corea del Sud | 14       | 35"552  | 20      | 12          | 35"640      | 19          | 1'11"19  | +1"37    |
| 20   | Simon Kuipers       | Paesi Bassi   | 11       | 35"662  | 23      | 11          | 35"669      | 20          | 1'11"33  | +1"51    |
| 21   | Kyle Parrott        | Canada        | 11       | 35"577  | 21      | 10          | 35"767      | 23          | 1'11"344 | +1"52    |
| 22   | Maciej Ustynowicz   | Polonia       | 10       | 35"596  | 22      | 9           | 35"753      | 22          | 1'11"349 | +1"52    |
| 23   | Samuel Schwarz      | Germania      | 3        | 35"795  | 24      | 8           | 35"715      | 21          | 1'11"51  | +1"69    |
| 24   | Ermanno Ioriatti    | Italia        | 10       | 35"957  | 29      | 8           | 35"842      | 24          | 1'11"79  | +1"97    |
| 25   | Wang Nan            | Cina          | 5        | 35"915  | 26      | 7           | 35"928      | 25          | 1'11"84  | +2"02    |
| 26   | Nick Pearson        | Stati Uniti   | 2        | 35"834  | 25      | 10          | 36"094      | 28          | 1'11"92  | +2"10    |
| 27   | Tuomas Nieminen     | Finlandia     | 7        | 35"940  | 27      | 6           | 36"047      | 26          | 1'11"98  | +2"15    |
| 28   | Liu Fangyi          | Cina          | 6        | 36"193  | 34      | 5           | 36"047      | 27          | 1'12"24  | +2"42    |
| 29   | Jan Bos             | Paesi Bassi   | 1        | 36"149  | 31      | 6           | 36"111      | 29          | 1'12"26  | +2"44    |
| 30   | Markus Puolakka     | Finlandia     | 5        | 36"152  | 32      | 5           | 36"204      | 31          | 1'12"35  | +2"53    |
| 31   | Konrad Niedźwiedzki | Polonia       | 6        | 36"183  | 33      | 4           | 36"179      | 30          | 1'12"36  | +2"54    |
| 32   | Aleksander Lebedev  | Russia        | 3        | 36"144  | 30      | 7           | 36"276      | 33          | 1'12"42  | +2"60    |
| 33   | Pekka Koskela       | Finlandia     | 12       | 35"943  | 28      | 9           | 36"535      | 36          | 1'12"47  | +2"65    |
| 34   | Roman Krech         | Kazakistan    | 8        | 36"261  | 35      | 3           | 36"270      | 32          | 1'12"53  | +2"71    |
| 35   | Timofey Skopin      | Russia        | 8        | 36"482  | 37      | 4           | 36"465      | 35          | 1'12"94  | +3"12    |
| 36   | Yevgeny Lalenkov    | Russia        | 7        | 36"420  | 36      | 2           | 36"614      | 37          | 1'13"03  | +3"21    |
| 37   | Mitchell Whitmore   | Stati Uniti   | 4        | 36"734  | 39      | 1           | 36"314      | 34          | 1'13"04  | +3"22    |
| 38   | Maciej Biega        | Polonia       | 4        | 36"642  | 38      | 3           | 37"934      | 38          | 1'14"57  | +4"75    |
| -    | Shani Davis         | Stati Uniti   | 14       | 35"45   | 18      | non partito | non partito | non partito |          |          |